# Palais de Charlemagne

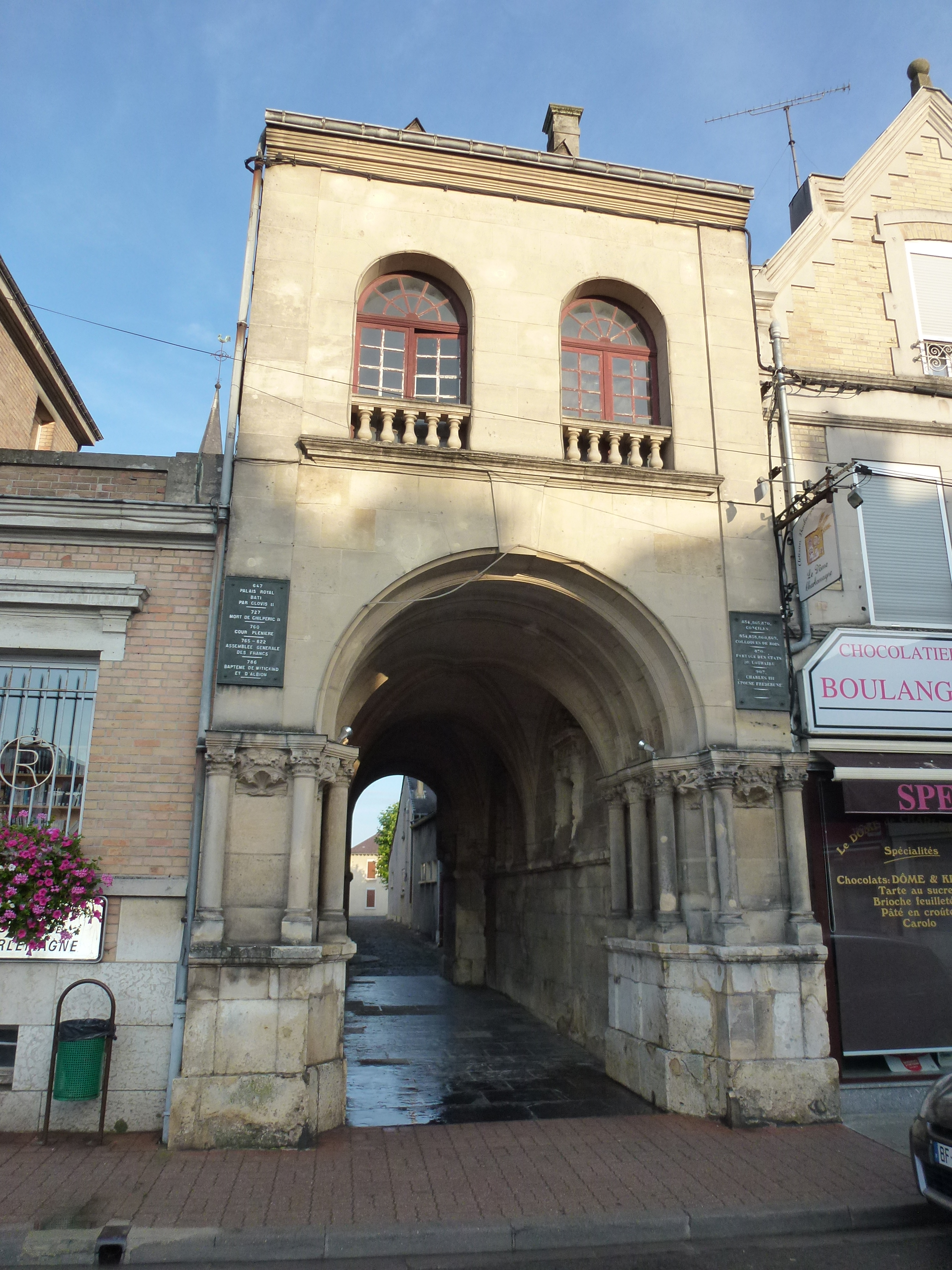
Ansicht von Osten

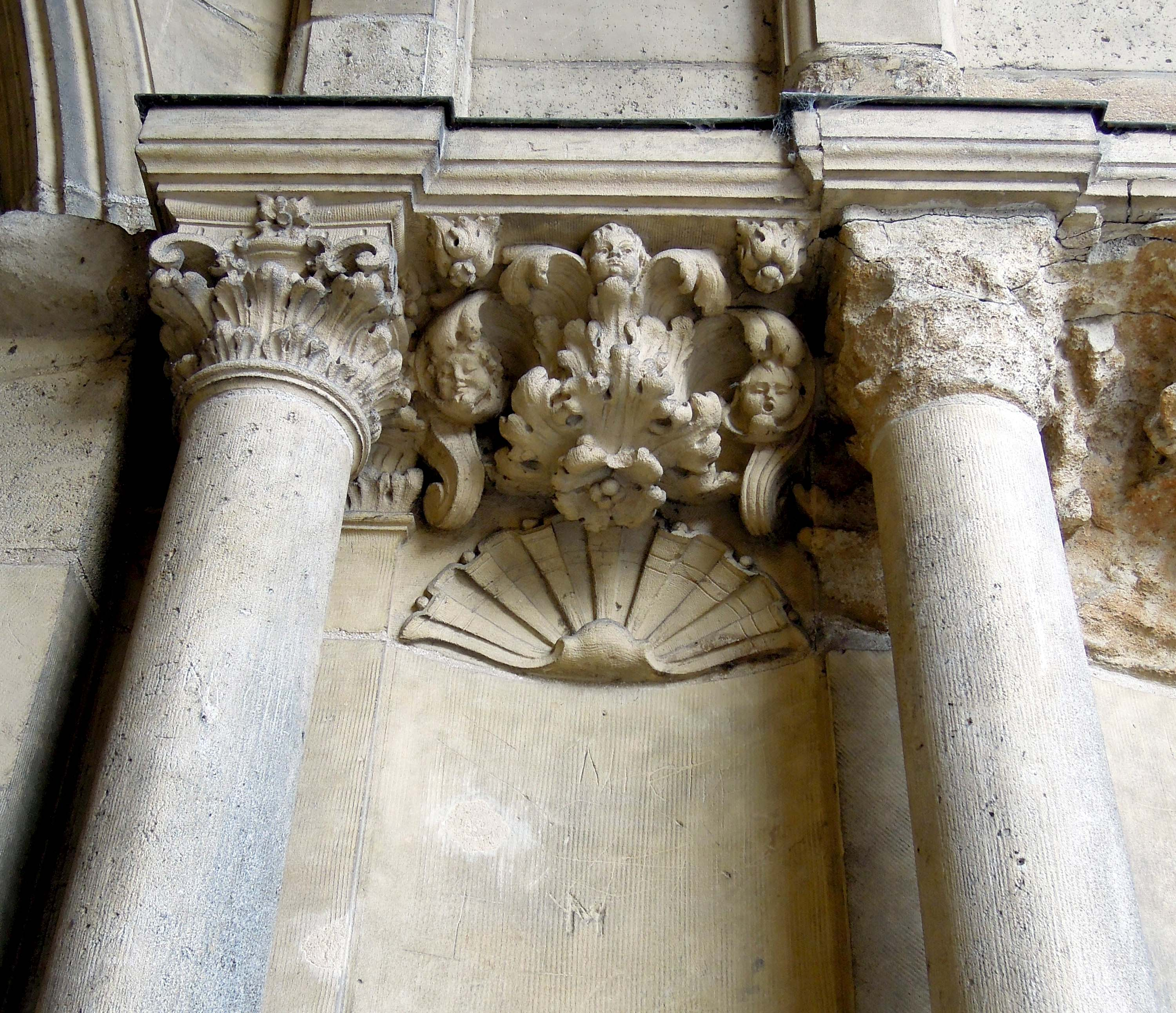
Säulenschmuck

Der Palais de Charlemagne (deutsch Palast Karls des Großen) in Attigny, einer französischen Gemeinde im Département Ardennes in der Region Grand Est, ist ein Bauwerk, das an der Stelle einer karolingischen Königspfalz im 16. Jahrhundert errichtet wurde. 
Das Wohnhaus im Stil der Renaissance ist seit 1922 als Monument historique klassifiziert.
Es besitzt einen rundbogigen Durchgang, der von Säulen mit Kapitellen geschmückt wird.  